# Gabriel Happart

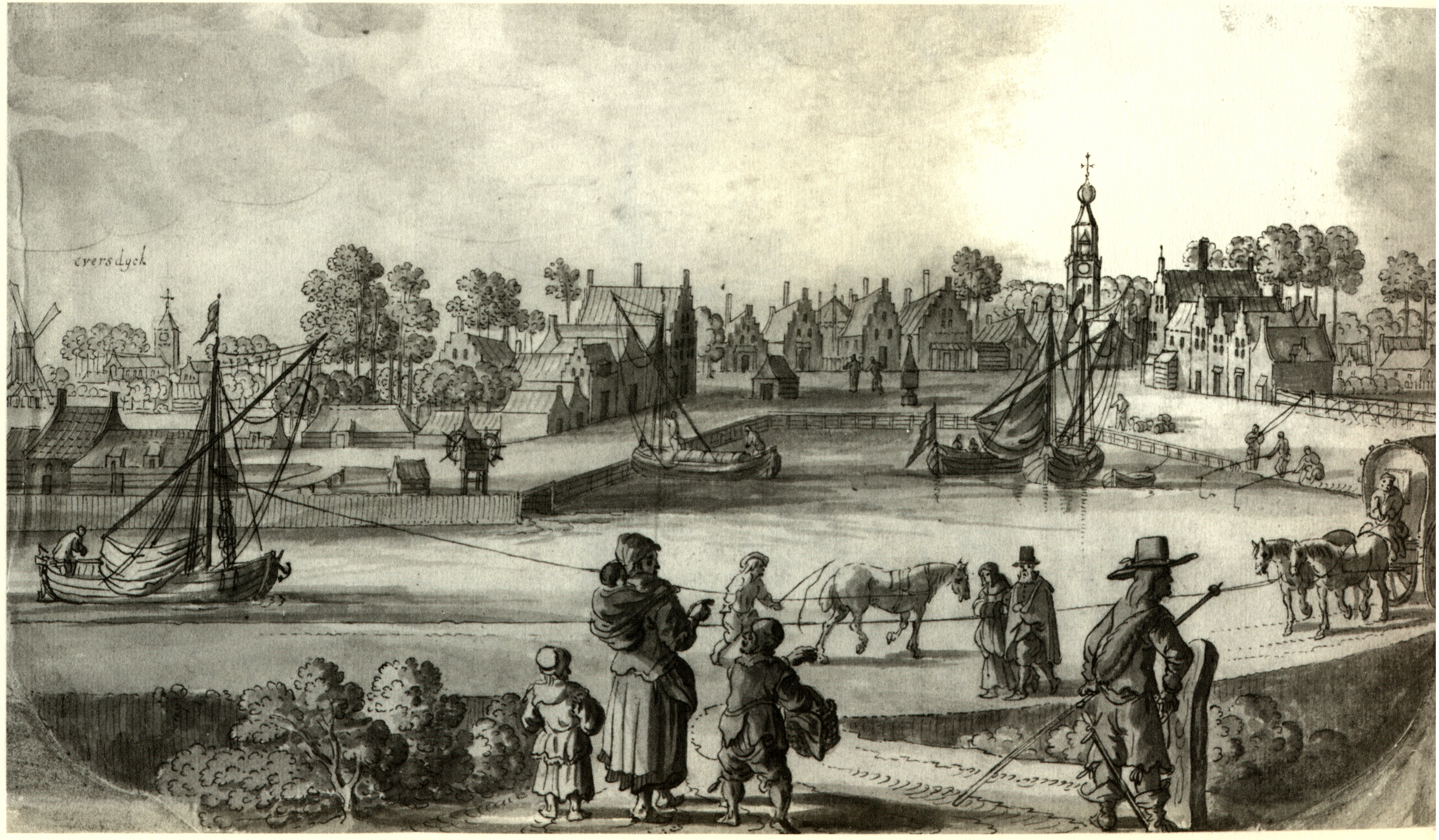
Biezeling omstreeks 1650

Gabriël Happart (? - Batavia, 23 mei 1657) was een koopman in dienst van de VOC op Nederlands Formosa. Zijn broers Gillis en Johannes (of neven?) waren predikant op het eiland. Gillis hield zich tevens bezig met de lokale talen. Zij waren waarschijnlijk de kleinzonen van de predikant Gabriël Happart (1543-), afkomstig uit Oudenaarde, en benoemd in Domburg en Aagtekerke. Hun vader was dominee Abraham Happart uit Biezelinge?
In 1651 kreeg hij een functie in het magazijn in Batavia. In 1653 werd hij benoemd als opperhoofd in Desjima. Vanaf 1655 fungeerde hij als secretaris van de Raad van Indië.

## Bron
- Wijnaendts van Resandt (1944) De gezaghebbers der Oost-Indische Compagnie op hare buiten-comptoiren in Azië, p. 142.